# Otto Piper (Politiker)
Otto Peter Ernst Karl Johann Piper (* 20. August 1882 in Neustrelitz; † 2. Mai 1946 ebenda) war ein deutscher Jurist und Politiker der DVP.

## Leben
Otto Piper wurde als jüngerer Sohn des Juristen und Landgerichtspräsidenten Carl Piper (1837–1919) und dessen Ehefrau Margarethe, geb. Siemerling (* 1852) geboren. Carl Anton Piper (1874–1938) war sein älterer Bruder. Er besuchte das Gymnasium Carolinum in Neustrelitz und studierte ab 1901 Rechts- und Staatswissenschaften an den Universitäten Heidelberg, München und Rostock. In Rostock wurde er 1908 zum Dr. jur. promoviert. Er ließ sich in Neustrelitz als Rechtsanwalt nieder und war später als Notar und Ministerialrat tätig. Bis 1918 war er Mitglied in der Nationalliberalen Partei.
Er gehörte von 1918 bis 1919 als Mitglied der DDP der Verfassungsgebenden Versammlung des Landtages des Freistaates Mecklenburg-Strelitz an. In dieser Zeit war er Staatsminister von Mecklenburg-Strelitz in der Regierung Peter Stubmann. Im Mai 1919 verließ er die DDP und wechselte zur DVP. Nach seinem Ausscheiden aus der Politik war er wieder als Rechtsanwalt und Notar in Neustrelitz tätig. 1933 trat er in den NS-Rechtswahrerbund ein. Im Mai 1945 trat er der Liberaldemokratischen Partei (LDP) bei.